# 대학 및 연구부
대학 및 연구부(이탈리아어: Ministero dell'università e della ricerca, 또는 MUR)는 이탈리아 정부 산하 정부 부처이다. 이 부처는 대학의 행정과 과학 연구와 기술적 진보를 담당하고 있다.
현 장관은 안나 마리아 베르니니(Anna Maria Bernini)로 2022년 10월 22일부터 재임 중이다.

## 같이 보기
- 교육, 대학 및 연구부
- 교육 및 공로부